# ユハニ・カルキネン
ユハニ・カルキネン（Juhani Tapio Antero Kärkinen、1935年10月28日 - 2019年8月29日）は、フィンランド、南スオミ州キュメンラークソ県コトカ出身の元スキージャンプ選手。1950年代後半から1960年代初頭にかけて活躍した。

## プロフィール
現役時代はラハティの名門スキークラブ Lahden Hiihtoseuraに所属し、活躍した。
1958年に地元ラハティで開催された世界選手権に出場し金メダルを獲得、
翌1959年のラハティスキーゲームズで優勝、2連覇を達成した。
1960年スコーバレーオリンピックでは8位となった。
1960/61シーズンのジャンプ週間は初戦のオーベルストドルフで優勝し総合5位となった。1963年のラハティスキーゲームズで自身3度目の優勝を果たしている。